# Eusèbe d'Alexandrie
Eusèbe d'Alexandrie est l'auteur fictif d'un corpus de vingt-et-une ou vingt-deux homélies festales qui a connu une large diffusion en grec, en latin et dans les langues orientales.

## Œuvre
Le recueil paraît bien homogène, venant d'un même auteur, et sa datation entre la fin du Ve siècle et le début du  VIe siècle repose sur la terminologie utilisée, qui indiquerait même un milieu syro-palestinien, et sur la découverte d'un papyrus du  VIe siècle. Une Vie d'Eusèbe d'Alexandrie, due à un certain Jean le Notaire, contient des indications totalement irrecevables, puisqu'elle fait du personnage un patriarche d'Alexandrie qui aurait succédé à Cyrille, ce qui est faux : on ne connaît aucun patriarche d'Alexandrie de ce nom. On parle donc de Pseudo-Eusèbe d'Alexandrie. 
Les homélies dites d'Eusèbe d'Alexandrie ont été traduites dans de nombreuses langues de l'Orient chrétien ainsi qu'en latin.

### Texte
- Pseudo-Eusèbe d'Alexandrie, Sermones (PG, t. 86, col. 289-462).

### Études
- G. Lafontaine, "La version arménienne du Sermon d'Eusèbe d'Alexandrie 'Sur la Trahison de Judas'", Le Muséon, 1978, vol. 91, n°3-4, p. 335-353.
  - Présentation et traduction de cinq homélies du pseudo-Eusèbe d'Alexandrie par Clément Martin-Cocher, mémoire de Master 1 à l'université Stendhal de Grenoble[2].

## Référence
1. ↑  PG 86, 297-300; les homélies sont publiées à la suite
2. ↑  Présentation et traduction de cinq homélies du pseudo-Eusèbe d'Alexandrie sur cnrs.fr

## Liens
- CPG 5510-5533